# Portugal (singel)
Portugal är en singel av Christian Kjellvander, utgiven 2003. Skivans två låtar finns inte med på något studioalbum, men ikluderades emellertid på samlingsskivan Introducing the Past.

## Låtlista
Båda låtarna är skrivna av Christian Kjellvander.
1. "Portugal" - 3:31
2. "Staying There" - 3:42

## Listplaceringar
| Lista (2003) | Topplacering |
| ------------ | ------------ |
| Sverige      | 22           |